# 重複感染
重複感染（ちょうふくかんせん、英: coinfection、同時感染）とは、1つの宿主に2つ以上の病原体が同時に感染する事を指す。逐次的に感染する重感染（superinfection）と対比される。
世界における重複感染の有病率や発生率は不明であるが、非常に一般的であり、ともすると単独感染よりも頻度が高い可能性もある。蟯虫との重複感染は世界中で8億人前後に影響を及ぼしている。
ウイルス学的には、2種類以上のウイルスが1つの細胞に感染する事を意味する。一例として、B型肝炎ウイルス（HBV）とD型肝炎ウイルス（HDV）による肝細胞の同時感染が挙げられる。この場合最初にHBVが感染し、その後に続いてHDVが重複感染する事で段階的に発生する可能性がある。
病原体は宿主内で相互作用する可能性があり、重複感染は人間の健康にとってマイナスの影響を与えると思われる。相互作用は他の病原体に対してプラスまたはマイナスの影響を与える可能性を有する。病原体の正の相互作用の下で、疾病の伝染と進行が強化される場合は、英語では Syndemic と呼ばれる。病原体の負の相互作用には、ある細菌種が他の細菌の毒性またはコロニー形成を抑制する場合の微生物干渉が含まれる。例えば、緑膿菌は病原性黄色ブドウ球菌のコロニー形成を抑制する。 性感染症でしばしば見られる一般的な重複感染の間でさえ、病原体種間の生態学的相互作用の一般的なパターンは知られていない。しかし、人間における重複感染相互作用網のネットワーク分析の結果は、免疫系よりも共有身体資源を介した相互作用の可能性が高いことを示唆している。
世界的に一般的な重複感染には、結核とHIVが含まれる。HIVに感染することは結核を発症するリスクを16倍から27倍上昇させると推定されている。これら2つの感染症のダイナミクスが関連する可能性は何十年も前から知られている。他の一般的な例は、AIDSにおける日和見感染菌による末期HIVの重複感染や、ライム病等の多菌感染を伴う疾患である。重複感染は身体資源のゼロサムゲームの典型である場合があり、ウイルスを正確に定量した結果、ライノウイルスと共にRSウイルスやメタニューモウイルス、パラインフルエンザウイルスに重複感染した子供は、ライノウイルス単独感染の子供よりも鼻腔のウイルス量が少ない事が示されている。

## 小児麻痺ウイルス
小児麻痺ウイルスはピコルナウイルス科に属する一本鎖プラス鎖RNAウイルスである。重複感染する事が多く、1つの宿主細胞に複数のウイルス粒子が侵入する経路が幾つか特定されている。これらには、ビリオン凝集体による伝達、細菌外膜小胞によるウイルスゲノムの伝達、数種のウイルス粒子が結合した細菌による伝達などである。
1958年に小児麻痺ウイルスが多重感染再活性化を引き起こす事が示された。即ち、ウイルスに紫外線を照射して宿主細胞に複数回感染させた後には、ウイルスを不活化する紫外線量でも生存可能な子孫が1回の感染で形成される可能性がある。小児麻痺ウイルスは、少なくとも2つのウイルスゲノムが同じ宿主細胞に存在する場合、遺伝的組換えを受ける可能性がある。RNA依存性RNAポリメラーゼ（RdRP）がマイナス鎖を作成する際に、(+)ssRNAテンプレートを切り替える事で組換えを触媒するという証拠が提示された。RNAウイルスの組換えは、損傷を受けていないゲノムをウイルスの子孫に伝達するための適応メカニズムの様に思われる。

## 重複感染の例
- アナプラズマ症
- バクテリオファージの重複感染
- GBウイルスC
- HIV-HCVの重複感染
- HIV-TB重複感染 （ TB感染と致死性を高める）
- D型肝炎（B型肝炎患者に感染する）
- 鉤虫-マラリアの重複感染
- 常在糸状虫（英語版）
- 鞭虫症
- チクングニアとデングの重複感染
- デング熱とHIVの同時感染（HIVを抑制する）
- シャーガスとHIVの重複感染
- ほとんどの性感染症とHIV（HIV感染を促進する）
- COVID-19患者や他のコロナウイルス感染症患者の、インフルエンザウイルスや風邪ウイルス等への重複感染